# Min (langue)
Pour les articles homonymes, voir Min.
Le min (chinois simplifié : 闽语 ; chinois traditionnel : 閩語 ; pinyin : mǐnyǔ, littéralement « langue min ») est un groupe de langues (語, yǔ) ou, selon certaines classifications, dialectes (話, huà) chinois parlés dans la province du Fujian, dans le Sud-Est de la Chine. Le nom dérive de la rivière Min. Il est également parlé par des groupes originaires du Fujian dans les provinces du Guangdong et du Hainan, dans le sud du Zhejiang, dans certains villages du Jiangsu et à Taïwan. Il compterait plus de 70 millions de locuteurs. De nombreux chinois émigrés en Asie du Sud-Est parlent également le min. La variété la plus parlée en dehors du Fujian est le minnan, parfois appelé hokkien-taïwanais. On trouve parfois le nom « foukiénois » pour désigner l'ensemble des langues min, ou uniquement la branche minnan.
Ce groupe de langues chinoises se distingue nettement des autres langues chinoises (dont le mandarin) de par une différenciation précoce il y a environ 2 000 ans, soit avant l'apparition du chinois médiéval. Les variétés de min ne sont pas mutuellement intelligibles entre elles ou avec les autres variétés de langues chinoises.

## Histoire
La région d'origine du min dans le Fujian s'est ouverte à des peuplements chinois après la défaite de l'État de Minyue (en) devant les armées de l'empereur Han Wudi en 110 av. J.-C.. Cette zone comprend des terrains montagneux accidentés, et des rivières courtes qui se jettent dans la mer de Chine méridionale. Les migrations du Nord vers le Sud de la Chine se sont poursuivies à travers les vallées des rivières Xiang et Gan à l'ouest. Les variétés de min ont donc subi une moindre influence des parlers du Nord que d'autres groupes linguistiques du Sud. Ainsi, alors que la plupart des variétés de langues chinoises sont dérivées du chinois médiéval, la langue décrite par les dictionnaires de rimes comme le Qieyun (en) en 601 apr. J.-C., les variétés de min contiennent des traces de caractéristiques antérieures. Les linguistes estiment que les couches les plus anciennes des dialectes min auraient divergé des autres langues chinoises à l'époque de la dynastie Han,. Toutefois, il y a eu des vagues importantes de migration depuis la plaine de Chine du Nord :
- la révolte des Wu Hu (en) (五胡乱华 / 五胡亂華, wǔhú luànhuá) durant la dynastie Jin, en particulier le désastre de Yongjia (en) en 311 apr. J.-C., a causé une vague d'immigration vers le sud ;
- en 669, Chen Zheng (en) et son fils Chen Yuanguang (en) du xian de Gushi dans le Henan ont installé une administration régionale au Fujian pour réprimer l'insurrection des She (畲) ;
- Wang Chao (en) a été nommé gouverneur du Fujian en 893, vers la fin de la dynastie Tang, et a emmené avec lui des dizaines de milliers de troupes du Henan. En 909, à la suite de la chute de la dynastie Tang, son fils Wang Shenzhi (en) fonde le royaume Min, un des Dix Royaumes durant la période des Cinq Dynasties et des Dix Royaumes.

Jerry Norman identifie quatre couches principales dans le vocabulaire des variétés modernes de min :
1. un substrat non-chinois provenant des langues originelles du Minyue, qui seraient austroasiatiques selon Jerry Norman et Mei Tsu-Lin[6],[7] ;
2. une couche de chinois très ancien, apporté au Fujian par des colons du Zhejiang durant la dynastie Han[8] ;
3. une couche de la période des dynasties du Nord et du Sud, qui correspond à la phonologie du dictionnaire Qieyun (en)[9] ;
4. une couche littéraire basée sur la koinè de Chang'an, la capitale de la dynastie Tang[10].

En 2008, Laurent Sagart montre que l'analyse de Jerry Norman et Mei Tsu-Lin proposant un substrat austroasiatique est incorrecte. L'hypothèse formulée par Jerry Norman et Mei Tsu-Lin soutenant que la région originelle austroasiatique serait la zone centrale du Yangtze est largement abandonnée, et n'est pas soutenue par la majorité des spécialistes de l'austroasiatique.

## Variétés
| - Shao-Jiang - Septentrional (minbei) - Central (minzhong) | - Oriental (mindong) - Pu-Xian - Méridional (minnan) | - Leizhou - Hainan |

Groupes de dialectes min selon le Language Atlas of China :
Shao-Jiang
Septentrional (minbei)
Central (minzhong)
Oriental (mindong)
Pu-Xian
Méridional (minnan)
Leizhou
Hainan

Le min est considéré comme un des sept à dix groupes de variétés de chinois mais possède une plus grande diversité dialectale que n'importe quel autre groupe. Les locuteurs du min se sont déplacés du Fujian et de l'est du Guangdong vers les îles de Taïwan et de Hainan, vers d'autres régions côtières du sud de la Chine et vers l'Asie du Sud-Est. Le min est aussi parlé dans trois régions du sud du Zhejiang (Shengsi, Putuo et Wenzhou), dans l'archipel de Zhoushan au large de Ningbo et dans certains villages du Jiangsu (Liyang, Jiangyin).
Les variétés parlées dans des comtés voisins voire, dans les montagnes de l'ouest du Fujian, dans des villages voisins, sont souvent mutuellement inintelligibles. La base de données linguistique Glottolog recense cinq variétés principales dans le groupe des langues min et de nombreux dialectes. SIL International, l'organisme chargé d'attribuer les codes ISO 639-3, attribue un code spécifique à chacune de ces cinq variétés :
- mnp: le minbei (闽北话 / 閩北話, mǐnběihuà, « parlé min septentrional »).
Il est essentiellement parlé dans les environs de la ville de Nanping dans la province de Fujian. Le dialecte de Jian'ou est une forme typique.
Il comprend le dialecte hokchia.
- cdo: le mindong (闽东话 / 閩東話, mǐndōnghuà, « parlé min oriental »).
Il est parlé dans la région de la ville de Fuzhou en province de Fujian. Le dialecte de Fuzhou en est la forme de prestige (en)
Il comprend les dialectes fuzhou et xinghua.
- nan: le minnan (闽南语 / 閩南語, mǐnnánhuà, pe̍h-ōe-jī : bân-lâm-gú, « parlé min méridional »).
C'est la plus parlée des langues min. Elle compte des locuteurs dans les villes de Xiamen (Amoy), Quanzhou (Chinchew) et Zhangzhou (Changchew) en province de Fujian, ainsi que dans la pointe Est du Guangdong (autour de la région de Chaoshan, la péninsule de Leizhou, et une partie du Zhongshan), à Hainan, et également à Taïwan, où il est parfois appelé taïwanais[13]. Le minnan s'est aussi diffusé vers l'Asie du Sud-Est où il est appelé hokkien. Le min zhenan du xian de Cangnan dans le Sud du Zhejiang en fait partie[17]. La majorité des Thaïlandais d'origine chinoise parlent des variétés du teochew[18].
Le minnan comprend les dialectes chao-shan (chaozhou et shantou), fujian ou fukienese ou hokkien, hainanais (chaenzo et sanso), leizhou, longdu, xiamen (amoy) et zhenan min. Le dialecte parlé à Xiamen est considéré comme le minnan de référence en Chine continentale. Les dialectes de la région de Chaoshan, dans l'Est du Guangdong, comprenant le teochew et le swatow sont difficilement intelligibles avec le dialecte amoy de Xiamen[19].
- czo: le minzhong (闽中话 / 閩中話, mǐnzhōnghuà, « parlé min central »).
Il est parlé dans la région de la ville de Sanming en province de Fujian.
- cpx: le puxian (莆仙话 / 莆仙話, púxiān huà).
Il est parlé aux environs de la ville de Putian et dans le xian de Xianyou dans la province de Fujian.
Il comprend les dialectes henghua, putian, xianyou et xinghua. Li Rulong et Chen Zhangtai ont examiné 214 mots dont 62 % seraient partagés avec les dialectes Quanzhou (minnan) et 39 % avec le dialecte de Fuzhou. Ils en ont conclu que le pu-xian était plus proche du min méridional[20].

Les anciennes classifications comme celles de Li Fang-kuei en 1937 et Yuan Jiahua (en) en 1960 divisent le min entre des sous-groupes septentrionaux et méridionaux,. Toutefois, Pan Maoding et ses collègues affirment que la principale séparation doit être faite entre les groupes côtiers et intérieurs dans un rapport de 1963 rédigé à partir d'une étude dans le Fujian. Un des éléments discriminants entre ces deux groupes est l'existence d'un groupe de mots dont le son initial est une latérale (/l/) dans les variétés côtières, et une fricative non voisée (/s/ ou /ʃ/) dans les variétés intérieures, contrastant avec un autre groupe possédant un (/l/) dans les deux cas. Jerry Norman a reconstruit ces initiales en proto-min comme étant des latérales voisées et non voisées qui ont fusionné dans les variétés côtières,.
Les variétés côtières représentent la grande majorité des locuteurs. Pan Maoding et ses collègues les ont répartis en trois groupes : min oriental (mindong), min pu-xian et min méridional (minnan). Les variétés côtières utilisent des mots propres au vocabulaire min, y compris des pronoms et des négations. Tous les variétés sauf le hainanais ont un système complexe de sandhi tonal.
Bien qu'elles possèdent beaucoup moins de locuteurs, les variétés intérieures montrent une plus grande diversité que les langues côtières. Pan Maoding et ses collègues ont divisé les variétés intérieures entre deux groupes : min septentrional et min central. Bien que les variétés côtières dériveraient d'une proto-langue disposant de quatre séries d'occlusives ou d'affriquées à chaque point d'articulation (/t/, /tʰ/, /d/, et /dʱ/), les variétés intérieures présentent les traces de deux séries supplémentaires, que Jerry Norman appelle « occlusives adoucies » à cause des consonnes descendantes dans certaines variétés,,. Les variétés intérieures utilisent des pronoms et des négations qui sont des cognats en hakka et yue. Les variétés intérieures ont peu ou pas de sandhi tonal.
Le Language Atlas of China de 1987 distingue deux autres groupes précédemment inclus dans le minnan :
- le min de Leizhou, parlé sur la péninsule de Leizhou dans le Sud-Ouest du Guangdong ;
- le hainanais, parlé sur l'île de Hainan. Les dialectes hainanais présentent des innovations majeures aux consonnes initiales, dont une série d'implosives, qui seraient dus aux contacts avec les langues tai-kadai parlées sur l'île[31].

Il inclut également un autre groupe dans les parlers min de l'intérieur :
- le min shao-jiang, parlé dans les xian de Shaowu et de Jiangle dans le Nord-Ouest du Fujian, classé dans le groupe hakka par Pan Maoding et ses associés[18]. Toutefois, Jerry Norman suggère qu'il s'agit de variétés intérieures de min ayant subi une forte influence gan ou hakka[32].

## Phylogénèse
|  | Min Bei (préfecture de Nanping) |
|  |                                 |
|  | Shaojiang                       |
|  |                                 |

|  | \| \| Hokkien (préfectures de Quanzhou, Zhangzhou; Taïwan) \| \| \| \| \| \| Teochew (Guangdong oriental) \| \| \| \| |
|  | |
|  | dialecte de Leizhou                                                                                                   |
|  | |
|  | Hainanais |
|  | |
|  | Hokkien (préfectures de Quanzhou, Zhangzhou; Taïwan)                                                                  |
|  | |
|  | Teochew (Guangdong oriental)                                                                                          |
|  | |

|  | Hokkien (préfectures de Quanzhou, Zhangzhou; Taïwan) |
|  |                                                      |
|  | Teochew (Guangdong oriental)                         |
|  |                                                      |

|  | Min Bei (préfecture de Nanping) |
|  |                                 |
|  | Shaojiang                       |
|  |                                 |

|  | \| \| Hokkien (préfectures de Quanzhou, Zhangzhou; Taïwan) \| \| \| \| \| \| Teochew (Guangdong oriental) \| \| \| \| |
|  | |
|  | dialecte de Leizhou                                                                                                   |
|  | |
|  | Hainanais |
|  | |
|  | Hokkien (préfectures de Quanzhou, Zhangzhou; Taïwan)                                                                  |
|  | |
|  | Teochew (Guangdong oriental)                                                                                          |
|  | |

|  | Hokkien (préfectures de Quanzhou, Zhangzhou; Taïwan) |
|  |                                                      |
|  | Teochew (Guangdong oriental)                         |
|  |                                                      |

## Vocabulaire
La plupart du vocabulaire min correspond directement à des cognats dans d'autres variétés chinoises mais il y a aussi un nombre significatifs de mots min dont l'origine peut être retracée jusqu'au proto-min. Une modification sémantique a parfois eu lieu en min ou dans les autres langues chinoises :
- *tiaŋB 鼎, « wok » : le min conserve la signification originelle « récipient de cuisson » mais d'autres variétés utilisent ce mot (chinois médiéval tengX > dǐng) pour désigner les tripodes anciens de cérémonie.[33]
- *dzhənA « champ de riz » : en min, cette forme a supplanté le terme plus courant 田, tián[34],[35]. Plusieurs savants l'identifient au mot 塍, chéng (chinois médiéval zying) « chemin surélevé entre des champs », mais Jerry Norman défend qu'il s'agit d'un cognat de 層, céng (dzong) « couche supplémentaire ou sol », reflétant les cultures en terrasse présents au Fujian[36].
- *tšhioC 厝, « maison »[37] : Jerry Norman défend qu'il s'agit d'un cognat de 戍, shù (syuH) « garder, surveiller »[38],[39].
- *tshyiC 喙, « bouche » : en min, cette forme a remplacé le terme courant 口, kǒu[40]. Il serait un cognat de 喙, huì (xjwojH) « bec, museau, haleter »[39].

Jerry Norman et Mei Tsu-Lin ont suggéré une origine austroasiatique pour certains mots min :
- *-dəŋA « shaman » serait à comparer au vietnamien đồng (/ɗoŋ2/) « pratiquer le chamanisme, communiquer avec les esprits » et le terme môn doŋ « danser [comme si l'on était] sous possession démoniaque »[41],[42].
- *kiɑnB 囝, « enfant » serait lié au vietnamien con (/kɔn/) et au terme môn kon « enfant »[43],[44].

Toutefois, les suggestions de Jerry Norman et Mei Tsu-Lin sont rejetées par Laurent Sagart (2008). De plus, il a été prouvé que le prédécesseur austroasiatique du vietnamien moderne provient de la région montagneuse au centre du Laos et du Viêt Nam, et non de la région au nord du delta du Fleuve Rouge.
L'origine des mots min suivant reste obscure : *khauA 骹, « pied », *-tsiɑmB 䭕, « insipide » et *dzyŋC 𧚔, « porter [comme vêtement] ».

## Écriture

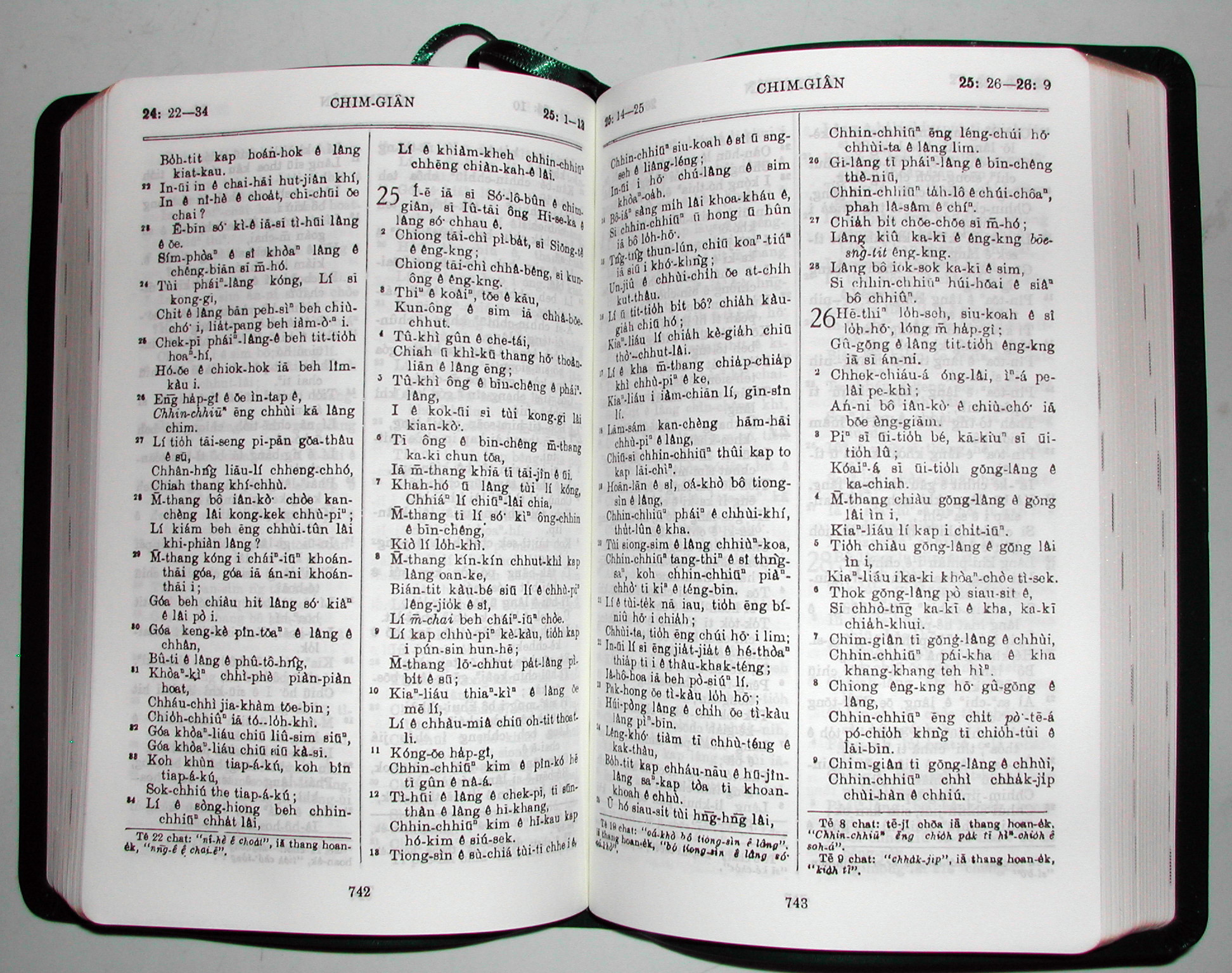
Bible en romanisation minnan éditée à Taïwan en 1933.

Les langues min utilisent les mêmes caractères que le mandarin pour les mots ayant un caractère correspondant étymologiquement. Il y a quelques caractères spécialisés supplémentaires pour :
- les mots qui n'ont pas d'étymologie évidente dans les formes anciennes du chinois ;
- les prononciations alternatives d'un caractère existant, surtout si la signification est très différente.

Le cantonais écrit a mené cette pratique jusqu'à son terme, au point que le cantonais vernaculaire peut être écrit sans ambiguïté avec des sinogrammes. Contrairement à la croyance populaire, la langue vernaculaire écrite de cette manière n'est en général pas compréhensible à un locuteur du mandarin en raison des changements importants dans la grammaire et le vocabulaire ainsi que l'usage indispensable d'un grand nombre de sinogrammes n'existant pas en mandarin.
Il n'y a jamais eu de processus similaire pour aucune des variétés de min et il n'y a donc pas de système standard pour écrire le min, bien que certains caractères spécifiques aient été créés. Étant donné que le min combine du chinois de différentes périodes et qu'il contient du vocabulaire non-chinois, il peut être difficile de trouver des sinogrammes appropriés pour certains mots en min. Dans le cas du taïwanais, des mots ont été empruntés aux langues formosanes et il y a un nombre significatif d'emprunts du japonais. Le min parlé à Singapour et en Malaisie a emprunté largement au malais et, dans une moindre mesure, à l'anglais et à d'autres langues. La langue pourtant écrite entièrement en sinogrammes ne représente pas totalement les mots prononcées en min, mais est constitué en partie de formes issues du mandarin.
Des tentatives pour représenter fidèlement les mots prononcés en min reposent nécessairement sur la romanisation, c'est-à-dire l'écriture en caractères latins. Un système de transcription en alphabet latin (教會羅馬字, jiàohuì luómǎzì) fut développé par des missionnaires presbytériens au XIXe siècle. Il y a le POJ, abréviation de pe̍h-oē-jī, parfois employé à Taïwan pour le minnan. Pour le dialecte de Fuzhou (mindong), il s'agit du Bàng-uâ-cê (BUC). Il y a quelques rares publications qui utilisent un système mixte, des sinogrammes complétés par l'alphabet latin pour représenter les mots manquants.